# 아오야마 요시히데
아오야마 요시히데(青山幸秀)는 에도 시대 중기의 다이묘이다. 셋쓰 아마가사키번 제4대 번주, 시나노 이야마번주, 단고 미야즈번 초대 번주를 지냈다. 구조번 아오야마가(郡上藩青山家) 제4대 당주.
| 전임 아오야마 요시마사 | 제4대 아마가사키번 번주 (아오야마가) 1710년 ~ 1711년 | 후임 마쓰다이라 다다타카 |

| 전임 나가이 나오히로 | 이야마번 번주 (아오야마가) 1711년 ~ 1717년 | 후임 혼다 스케요시 |

| 전임 오쿠다이라 마사시게 | 제1대 미야즈번 번주 (아오야마가) 1717년 ~ 1744년 | 후임 아오야마 요시미치 |